# Amerikaans voetbalkampioenschap 1911/12
In 1911/12 werd het tiende seizoen van de National Association Football League gespeeld. West Hudson AA werd voor de vierde maal kampioen.

## Eindstand
| Plaats | Club                 | Wed. | W | G | V | Ptn |
| ------ | -------------------- | ---- | - | - | - | --- |
| 1.     | West Hudson AA       | 13   | 9 | 2 | 2 | 20  |
| 2.     | Paterson Wilberforce | 12   | 6 | 4 | 2 | 16  |
| 3.     | Paterson True Blues  | 11   | 5 | 3 | 3 | 13  |
| 4.     | Paterson Rangers     | 12   | 5 | 3 | 4 | 13  |
| 5.     | Jersey AC            | 14   | 4 | 3 | 6 | 11  |
| 6.     | Brooklyn Field Club  | 11   | 4 | 2 | 5 | 10  |
| 7.     | Bronx United         | 11   | 2 | 4 | 5 | 8   |
| 8.     | Kearny Scots         | 12   | 2 | 1 | 9 | 5   |